# Alf Bydén

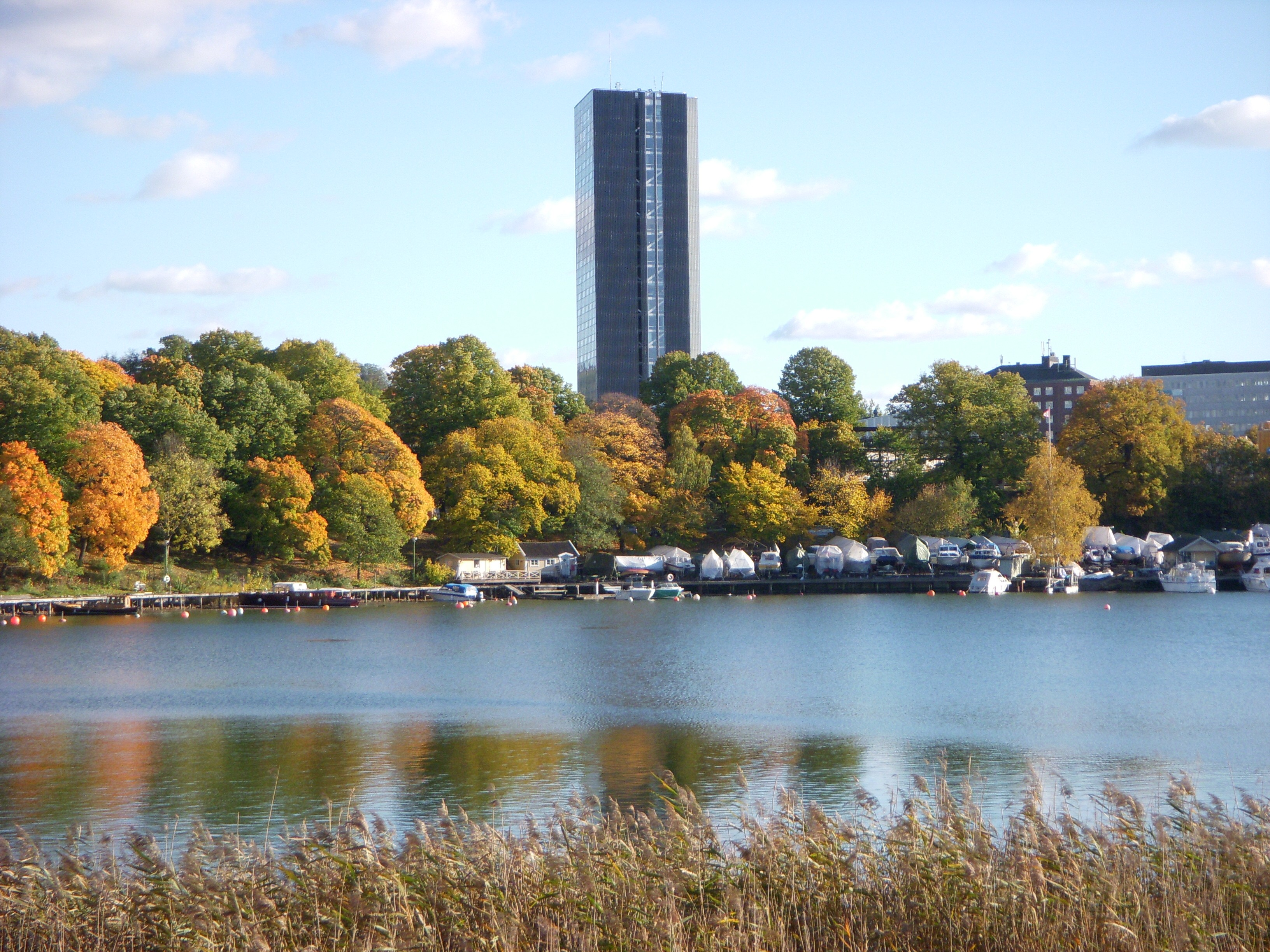
Wenner-Gren Center.

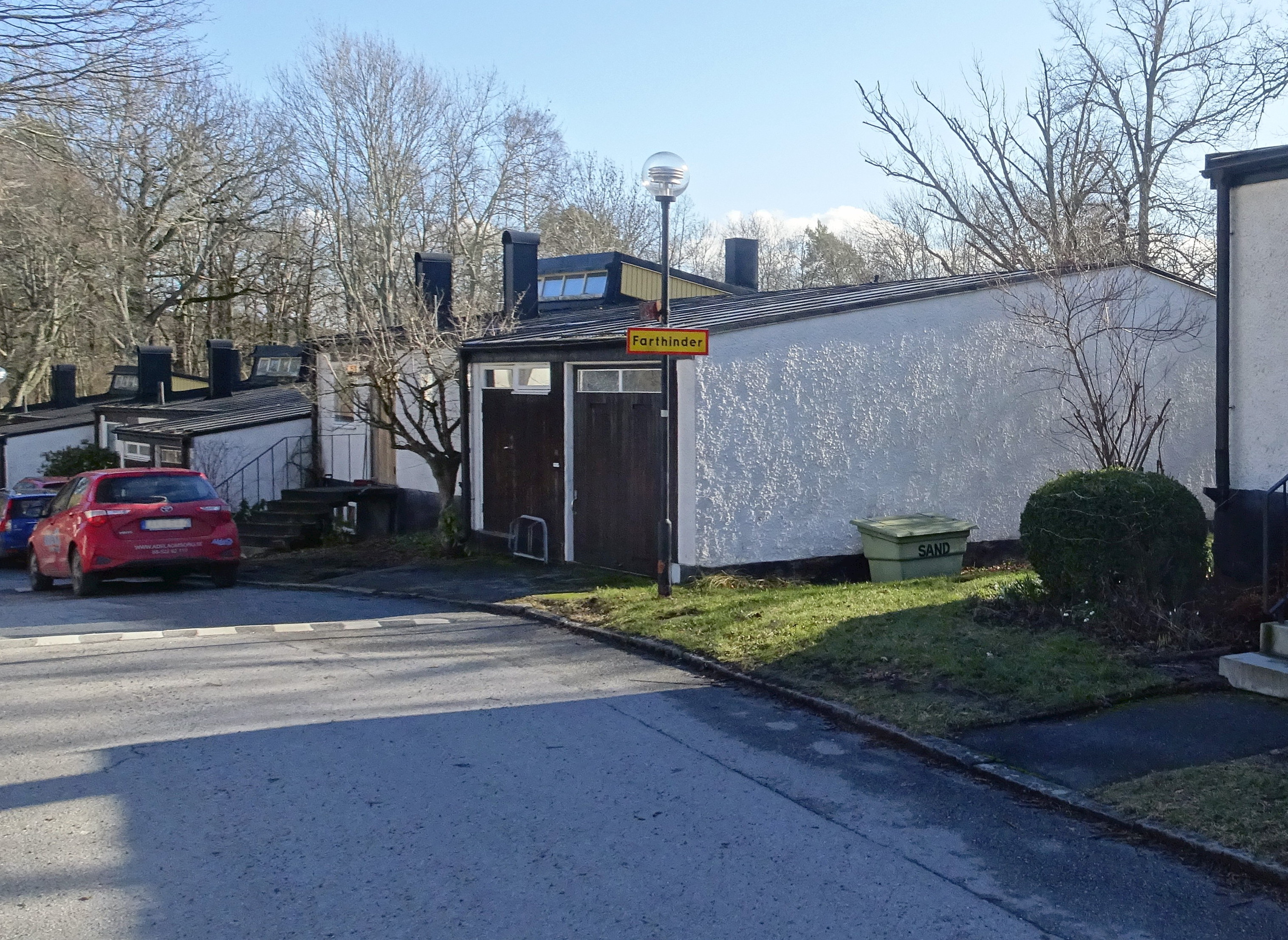
Det egna radhuset Sparrisbacken nr 61 i Radhusområdet Sjöträdgården.

Alf Torbjörn Bydén, född 16 mars 1919 i Katarina församling i Stockholm, död 21 oktober 1997 i Hässelby, Stockholm, var en svensk arkitekt.

## Utbildning och verksamhet
Alf Bydén tog studentexamen vid Södra Latin i Stockholm, 1938. Examen vid Kungliga Tekniska Högskolan i Stockholm 1944. Han var anställd hos arkitekt Hakon Ahlberg 1944-1946, hos arkitekt Lennart Tham 1946-1947. Anställd vid Harrison & Abramowitz arkitektkontor i USA, (FN-huset i New York) 1947-1949 och hos arkitekten Oscar Niemeyer i Brasilien, 1949. Bydén undervisade i arkitektur vid Columbia University, New York, 1949-1951. Assistent i arkitektur och stadsplanering vid  Kungliga Tekniska Högskolan i Stockholm 1951-1953.  Lärare i arkitektur vid Architectural Associations arkitektskola, London. Han arbetade på Stockholms stadsbyggnadskontor 1951-1952 och vid Vattenbyggnadsbyrån, 1952-1984, Bydén var utställningsarkitekt för Svenska Arkitekters Riksförbund i Stuttgart, London och Stockholm 1952-1955. Han vann 1:a pris i arkitekttävlingen om Wenner-Gren Center, Stockholm, 1956 tillsammans med Sune Lindström.
Sin egen bostad ritade han 1957 i Radhusområdet Sjöträdgården, Sparrisbacken nr 61, Hässelby strand, Stockholm, tillsammans med Dag Åberg som blev granne till Bydén på Sparrisbacken nr 65.

## Verk i urval
- Wenner-Gren Center, Sveavägen 166, Stockholm, 1959-1961 (tillsammans med Sune Lindström).
- Plan för Östra Nordstan i Göteborg.
- Generalplan för bl. a Täby Centrum.
- Bostadsområde för HSB i Täby, kv. Näsbydal, 1960 (tillsammans med Sune Lindström och Åke Arell).
- Bostadsområde för HSB, Grindtorp, Täby, 1966 tillsammans med bland annat Sune Lindström )
- Deltog i flytten av templen i Abu Simbel i samband med bygget av Assuandammen, Egypten, 1962-1969.
- Plan för Sierra Grande, Argentina, 1971-1973.
- Generalplan för satellitstaden Tenth of Ramadan utanför Kairo, Egypten, 1974-1975. Detaljplaner för Tenth of Ramada, Egypten 1977-1978,
- Rådgivning vid Tenth of Ramadas utbyggnad 1982.
- Kraftverket Assuan II, Egypten, 1980-1984.

## Egna publikationer
- Byggmästaren 1954-A:6 sid 137, Stockholms skönhet. Några reflexioner.
- Byggmästaren1954-A:6 sid 151, Debatten om Stockholms skönhet vid svenska Arkitektföreningens sammanträden den 17/3 och 5/4 1954.
- Byggmästaren 1957-A:3 sid 52, Tävlingsförslag, Wenner-Gren Center.
- Byggmästaren 1960-A:11 sid 240, Bostadsområde i Täby, kv. Näsbydal.
- Byggmästaren 1962-A:6 sid 164, Wenner-Gren Center - forskarcentrum i Stockholm.
- Arkitektur 1981:10 sid 11, Generalplan, Tenth of Ramadan, Egypten.